# 6112 Людольфшульц
6112 Людольфшульц (6112 Ludolfschultz) — астероїд головного поясу, відкритий 28 лютого 1981 року.
Тіссеранів параметр щодо Юпітера — 3,121.